# Єлбулактамак
Єлбулактама́к (рос. Елбулактамак, башк. Йылболаҡтамаҡ) — село у складі Біжбуляцького району Башкортостану, Росія. Адміністративний центр Єлбулактамацької сільської ради.
Населення — 623 особи (2010; 741 в 2002).
Національний склад:
- татари — 56 %
- башкири — 43 %